# Guibemantis punctatus
A Guibemantis punctatus  a kétéltűek (Amphibia) osztályába és  a békák (Anura) rendjébe aranybékafélék (Mantellidae) családjába tartozó faj. 

## Előfordulása
Madagaszkár endemikus faja. Trópusi esőerdőkben honos. A típuspéldányt 1600 m-es tengerszint feletti magasságban figyelték meg. Általában Pandanus fajok levelein található.

## Nevének eredete
Nevét a latin punctatus (pettyes) szóból alkották, utalva a hátát tarkító számos sötét pettyre.

## Megjelenése
Kis méretű, fán lakó Guibemantis faj. A hímek testhossza 23–25 mm, az egyetlen megfigyelt nőstényé 27 mm. Háta olajzöld vagy világosbarna, apró sötét árnyalatú pettyekkel tarkítva. Orrnyílásaitól a szemeiig barnás színű csík húzódik. Hasi oldala világos árnyalatú. Bőre sima. Hallószerve jól kivehető. Mellső lábán csak kezdetleges úszóhártya található. A hímeknek jól kivehető, időnként feketés árnyalatú combmirigyeik vannak.
Az ebihalak a Pandanus levelek vízzel telt tölcsérében élnek. Színük többnyire barnás, testük elülső része vöröses. Testük rendkívül lapult, szemük a háti oldalon van, szájuk kicsi és lefelé irányuló. 

## Természetvédelmi helyzete
A vörös lista a súlyosan veszélyeztetett fajok között tartja nyilván. Két védett területen, a Marojejy Nemzeti Parkban és az Anjanaharibe-Sud Rezervátumban fordul elő. Erdei élőhelyének területe csökkenő tendenciát mutat a mezőgazdaság, a fakitermelés, a szénégetés, az invázív eukaliptuszfajok terjeszkedése, a legeltetés és a lakott területek növekedése következtében. Élőhelyét a tetők borításához használt Pandanus levelek gyűjtése is károsítja.